# 키레루 17세
키레루 17세(일본어: キレる17歳 키레루쥬나나사이[*])란 2000년(헤이세이 12년) 전후로 잇따라 발생한 연령 17세 전후(1982년-1986년생)의 소년흉악범들을 가리킨 말이다. 특히 1982년생과 1983년생 소년흉악범들이 이렇게 불렸다.
2000년에 잇따라 발생한 흉악범죄 범인들이 17세 전후였는데, 초기 유사 범죄였던 도치기 여교사 피살사건이 일어난 1998년경 청소년 사이에 “키레루”라는 말이 유행했다. “키레루(切れる)”란 원래 “끊어지다”라는 뜻으로, 이성의 신경줄이 끊어지고 폭발, 격앙했다는 뜻의 비속어다. 그래서 이 세대의 소년범들을 “키레루 17세(빡친 17세)”라고 부르게 되었다.
키레루 17세들의 흉악범죄가 잇따르면서 사회적 공분이 거세어져 2000년 11월 28일 소년범죄 엄벌화를 의도한 소년법 개정안이 성립, 이듬해 2001년 4월 1일부터 시행되었다.

## 성장 배경
이 소년범들과 동세대를 키레루 17세 세대(キレる17歳世代), 묻지마 범죄 세대(理由なき犯罪世代), 대표적인 사건인 사카키바라 사건을 따와서 사카키바라 세대(酒鬼薔薇世代),라고도 한다.
이 세대는 사회에 대한 관심을 가지고 인격이 본격적으로 형성되기 시작할 사춘기 무렵에 거품경제가 붕괴해서 걍퍅해진 사회 분위기(잃어버린 10년) 속에 청소년기와 학창시절을 보냈다. 이지메가 사회문제로 부상하기 시작한 것도 1982년생이 중학생이 될 무렵부터였다(예: 아이치현 니시오시 중학생 이지메 자살사건). 그래서 이 세대는 사회의 급변과 붕괴로 인한 아노미에 짓눌린 프레셔 세대(プレッシャー世代)라고도 불린다. 이 세대에서 빈발한 이지메·학교폭력·등교거부·자살 등의 청소년문제에 대응하기 위해 다음 세대부터는 유토리 교육을 도입하게 된다.
즉, 키레루 17세 세대(1982년생-1986년생)는 거품붕괴로 인한 불황이 한창일 때 중고등학교를 다닌 세대로서, 거품붕괴 직후에 학교를 졸업하고 사회에 내던져진 취업 빙하기 세대, 버려진 세대(1970년-1982년생)의 바로 아래 세대이자 유토리 세대(1987년생-2004년생)의 바로 앞 세대에 해당한다. 그래서 유토리 앞이라고 프리유토리 세대(プレゆとり世代), 양대 세대 사이에 낀 세대라고 틈새기 세대(はざま世代)라고도 한다. 취업 빙하기 세대를 1986년생까지 넓게 잡으면 키레루 세대는 빙하기 세대의 꼬리에 해당한다고도 볼 수도 있다.
이 세대는 거품붕괴 이전의 행복한 호황기에 대한 기억이 없기 때문에, 호황기에 청소년기를 보내고 불황기에 사회생활을 시작한 버려진 세대에 비해 박탈감이 적고 생활 만족도가 높다. 그 밖에 생활이나 인생이 어디 매이는 것을 싫어하고, 상처받는 것을 싫어하고, 손해보는 것을 싫어하고, 그러면서도 인생에 ‘보람(手ごたえ)’은 갖고 싶어한다는 모순점 등이 이 세대의 기질로 거론된다. 자아가 쪼그라든(shrink) 위축사고(縮み思考)의 세대라는 점에서 미니멈라이프 세대(ミニマムライフ世代) 라고도 한다.

## 분석
실제 통계상으로는 82년생에 특별히 소년범죄자의 수효가 많지는 않다. 사회심리학자 우스이 마후미에 따르면 살인 등 강력범죄 건수는 해마다 꾸준히 줄어들어 왔고 82년생들의 사건 중 기억에 남는 것이 많았을 뿐이라고 한다. 그럼에도 82년생 세대의 소년범죄가 유독 주목받기 쉬웠던 것은 “고도성장기 끝무렵 풍요롭고 합리적인 시대에 태어난 사람들”이 “합리적인 시대에 적응하지 못하고 무언가 이유로 좌절해서 범죄로 치달았다”는 측면에서 조명되었기 때문이다. 또한 “엽기살인, 쾌락살인, 근친살해 등은 교육수준이 낮은 빈곤지역이 아니라 선진국의 중류층에서 일어나는 것으로 나타난다. 합리적이고 풍요로운 사회환경이기에 오히려 일반적으로 이해하기 어려운 강력사건이 일어났다”는 이유도 있다.
임상심리사 야하타 요우는 “범죄성향을 가진 사람은 어느 세대에나 있”지만 1982년생은 “동세대로서 다른 세대보다 사카키바라 사건을 의식하지 않을 수 없다”며 사카키바라 사건이 이 세대의 무의식에 깊이 남았음을 지적한다. 예컨대 니시테츠 고속버스 탈취사건의 범인은 일기에 “그런 식으로 소란을 만들어 보고 싶다”고 쓰는 등 사카키바라 사건에 대한 라이벌의식을 가지고 있었다. 또한 아키하바라 살인 사건의 범인 가토 도모히로, 컴퓨터 원격조작 사건의 범인 카타야마 유스케도 성인이 된 뒤 범행하여 소년범은 아니지만 1982년생이다. 카타야마 유스케의 변호인은 “피고가 사카키바라 사건 및 아키하바라 사건에 관심을 가지고 있었던 것 같다”고 이야기했다.

## 2000년 전후로 발생한 주요 80년대생 소년범죄
- 고베 연속아동살상사건, 일명 사카키바라 세이토 사건(1997년 2월-5월): 범인 1982년생(13세)
- 도치기 여교사 피살사건(1998년 1월): 범인 1985년생(12세)
- 나고야 중학생 5000만 엔 공갈사건(1999년 6월 - 2000년 2월): 범인 1984년생(14세)
- 토요카와시 주부 살인사건(2000년 5월): 범인 1982년생(17세)
- 니시테츠 고속버스 탈취사건(2000년 5월): 범인 1982년생(17세)
- 오카야마 금속배트 모친살해사건(2000년 6월): 범인 1982년생(17세)
- 야마구치 모친 살해사건(2000년 7월): 범인 1983년생(16세)
- 오이타 일가족 6인 살상사건(2000년 8월): 범인 1984년생(15세)
- 가부키초 비디오점 폭파사건(2000년 12월): 범인 1983년생(16세)
- 후나바시 메이지대생 강도살인사건(2001년 6월): 범인 1983년생(17세), 1984년생(16세)
- 히가시무라야마시 노숙자 폭행치사사건(2002년 1월): 범인 1984년생(17세), 1987년생(14세), 1988년생(13세).